# Don Juan (pel·lícula de 1998)
Don Juan és una pel·lícula en francès de 1998 escrita i dirigida per Jacques Weber, protagonitzada pel mateix Weber, al costat de Michel Boujenah, Penélope Cruz i Emmanuelle Béart. El guió està basat en l'obra Don Joan o el festí de pedra de Molière.

## Argument
Espanya a mitjans del segle XVII. Una sèrie de guerres sagnants ha assolat la nació. Don Juan el noble i els seus servents Sganarelle i La Violette recorren el camp a cavall, perseguits pels germans Alonse i Carlos, que busquen venjança per l'insult a l'honor de la seva germana, Donya Elvira. Don Juan sedueix dues joves, Mathurine i Charlotte, que lluiten entre elles per guanyar-se el seu cor. Al final, Don Juan es troba amb el seu pare i la seva mare i es penedeix dels seus pecats passats.

## Repartiment
- Jacques Weber com a Don Juan
- Michel Boujenah com a Sganarelle
- Emmanuelle Béart com a Elvire
- Penélope Cruz com a Mathurine
- Ariadna Gil com a Charlotte
- Denis Lavant com a Pierrot
- Michael Lonsdale com a Don Luis
- Jacques Frantz com a Don Alonse
- Pierre Gérard com a Carlos
- Arnaud Bedouët com La Violette
- Philippe Khorsand com a Monsieur Dimanche
- Lucas Uranga com a xafarder
- Pedro Casablanc com a Lucas
- Claudia Gravy com la mare de Don Juan
- Xavier Thiam com a La Ramée

## Premis i nominacions
- 24a cerimònia dels Premis César (França),[3]
  - Nominada: Millor vestuari (Sylvie de Segonzac)